# Martial Masters
Martial Masters (形意拳S, XíngyìqúanP) è un videogioco arcade del 2001 sviluppato da International Games System.

## Modalità di gioco
Picchiaduro a incontri 2D simile ai titoli Capcom e SNK degli anni 1990, si distingue per la presenza di personaggi peculiari.